# 방앗간
방앗간( ─間, mill) 또는 정미소(精米所)는 곡물을 가공하는 시설을 갖춘 곳이다.

## 방아의 종류
방아는 어떻게 작동시키냐에 따라 디딜방아·퉁방아·물레방아·연자방아로 크게 나눈다. 디딜방아는 사람의 힘으로, 연자방아는 짐승의 힘으로, 퉁방아와 물레방아는 물의 힘으로 다루게 되어 있으므로 그 기능에 따라 방앗간도 달리 짓는다. 디딜방아는 사람이 딛고 올라설 노둣돌과 붙잡을 횃대와 방아채·확이 설비된다.

## 같이 보기
- 맷돌
- 시장 (장소)